# Conicera floricola
Conicera floricola är en tvåvingeart som beskrevs av Schmitz 1938. Conicera floricola ingår i släktet Conicera och familjen puckelflugor. Arten är reproducerande i Sverige. Inga underarter finns listade i Catalogue of Life.